# 2007 год в науке
В 2007 году в науке произошли следующие события:

## События
- 9 января — компания Apple представила свой первый смартфон - iPhone 2G.
- 12 января — комета Макнота достигла перигелия и стала видна при дневном свете.
- 3 марта — полное лунное затмение, которое можно было наблюдать в некоторых частях Америки и Азии и по всей Европе (фаза 1,23)[1].
- 19 марта — частное солнечное затмение (максимальная фаза 0,8756)[2].
- 24 апреля — открытие планеты Глизе 581c[3].
- 28 августа — полное лунное затмение в экваториальной зоне Земли (фаза 1,47)[1].
- 11 сентября — частное солнечное затмение (максимальная фаза 0,7507)[4].
- июнь — запущен проект распределенных вычислений Cosmology@home, целью которого является определение значений ряда параметров (плотность тёмной и барионной материи, скорость расширения Вселенной и др.), наиболее адекватно описывающих эволюцию Вселенной от момента Большого взрыва до наших дней[5].
- август — запущен многоцелевой проект распределённых вычислений yoyo@home[6].
- декабрь — запущен проект добровольных распредёленных вычислений MilkyWay@home, целью которого является высокоточное моделирование звёздных потоков по результатам Слоановского цифрового обзора неба[7].

## Достижения человечества

### Открытия
- 2 марта — археологи объявили, что постройки в архитектурном комплексе Чанкильо представляют собой древнейшую солнечную обсерваторию Америки[8].
- 10 апреля — анализ спектра экзопланеты HD 209458 b впервые выявил воду в атмосфере планеты, не входящей в нашу Солнечную систему.
- 3 мая — космический телескоп COROT открыл свою первою экзопланету, названную COROT-Exo-1b (впоследствии переименована в COROT-1b).
- 9 августа — в проекте распределенных вычислений PrimeGrid открыто простое число Вудала 2013992×22013992−1 (606 279 цифр)[9].
- 3 сентября — в проекте распределенных вычислений PrimeGrid открыто простое число Вудала 2367906×22367906−1 (712 818 цифр)[10].
- 17 октября — открыта первая экзопланета у белого карлика (GD 66 b).
- 29 декабря — в проекте распределенных вычислений PrimeGrid открыто простое число Вудала 3752948×23752948−1 (1 129 757 цифр)[11].
- Гаррет Лиси предложил «Исключительно простую теорию всего», основанную на свойствах алгебр Ли.
- Открыт анти-NMDA-рецепторный энцефалит, описания которого ранее встречались под различными синдромальными названиями.

### Изобретения
- Появились первые эксперименты[12] по созданию материалов, скрывающих (то есть делающих невидимым) объект, правда пока в узком диапазоне оптических волн. При этом теоретических ограничений для создания полной «шапки-невидимки» нет, более того — существование таких материалов сведено к математической проблеме[13], из которой следуют некоторые интересные результаты.
- Крейгом Вентером создан[14][15] первый экземпляр искусственного генома.

### Новые виды животных
- Животные, описанные в 2007 году

## Награды
- Нобелевская премия
  - Физика: Альбер Фер и Петер Грюнберг — «за открытие эффекта гигантского магнетосопротивления».
  - Химия: Герхард Эртль — «за изучение химических процессов на поверхностях твёрдых тел».
  - Физиология и медицина: Марио Капекки, Мартин Эванс и Оливер Смитис — «за открытие принципов введения специфических генных модификаций у мышей с использованием эмбриональных стволовых клеток».

- Большая золотая медаль имени М. В. Ломоносова
  - Саймон Франклин — за выдающиеся труды по ранней этнополитической и культурной истории Руси и значительный вклад в изучение древнерусской письменной традиции и памятников древнерусской литературы.
  - Андрей Анатольевич Зализняк — за открытие в области древнерусского языка раннего периода и за доказательство аутентичности памятника русской литературы «Слово о полку Игореве».

Другие награды РАН
- Литературоведение:
  - Премия имени А. С. Пушкина — Александр Васильевич Лавров — член-корреспондент РАН, сотрудник Пушкинского дома — за монографию «Русские символисты. Этюды и разыскания»[16].

- Математика
  - Абелевская премия
    - Сриниваса С. Р. Варадхан (Курантовский институт математических наук, Нью-Йорк, США) — «за его фундаментальный вклад в теорию вероятностей, и в особенности за создание единой теории больших отклонений».

- Премия Бальцана
  - Нанотехнологии: Сумио Иидзима (Япония).
  - Исследования врождённого иммунитета: Брюс Бётлер (США) и Жюль Офман (Франция).
  - История европейской литературы XI—XV вв.: Мишель Зенк (Франция).
  - Международное право после 1945 года: Розалин Хиггинс (Великобритания).
  - Человечество, мир и братство между народами: Карлхайнц Бём (Австрия).

- Международная премия по биологии
  - Дэвид Хогнесс — генетика.

- Информатика
  - Премия Кнута — Нэнси Линч
  - Премия Тьюринга — Эдмунд М. Кларк, Аллен Эмерсон и Иосиф Сифакис — «за их роль в развитии проверки моделей и высоко эффективную технику верификации программ, широко применяемую при разработке как программного так и аппаратного обеспечения».

## Скончались
- 17 февраля — Анатолий Алексеев, российский геофизик, академик РАН (1991; академик АН СССР с 1984, член-корреспондент АН СССР с 1973, секция прикладной математики и информатики Отделения математических наук), доктор физико-математических наук (1966), профессор (1971).
- 17 марта — Джон Бэкус, американский учёный в области информатики. Разработки первого высокоуровневого языка программирования ФОРТРАН.
- 23 июля — Эрнст Отто Фишер, немецкий химик, лауреат Нобелевской премии по химии за 1973 год (совместно с Дж. Уилкинсоном).
- 26 октября — Артур Корнберг, американский биохимик, член Национальной академии наук США, Американской академии наук и искусств и Американского общества учёных-биологов, а также иностранный член Лондонского королевского научного общества.